# Ironi Nes Ziona B.C.
El Ironi Nes Ziona B.C., conocido por motivos de patrocinio como Ironi Hai Motors Nes Ziona, es un equipo de baloncesto israelí que compite en la Ligat ha'Al, la primera división del país. Tiene su sede en la ciudad de Ness Tziona. Disputa sus partidos en el Lev Hamoshava, con capacidad para 1200 espectadores.

## Historial
| Temporada | Liga | Campeonato  | Pos. | Playoffs           | Copa             |
| --------- | ---- | ----------- | ---- | ------------------ | ---------------- |
| 2010–11   | 3    | Liga Artzit | 1    | Asciende (Campeón) |                  |
| 2011–12   | 2    | Liga Leumit | 4    | Semifinalista      | 1ª ronda         |
| 2012–13   | 2    | Liga Leumit | 1    | Asciende (Campeón) |                  |
| 2013–14   | 1    | Ligat ha'Al | 6    | Cuartofinalista    | Octavos de final |
| 2014–15   | 1    | Ligat ha'Al | 8    | Cuartofinalista    | Octavos de final |
| 2015–16   | 1    | Ligat ha'Al | 12   | Desciende          | Semifinalista    |
| 2016–17   | 2    | Liga Leumit | 1    | Asciende (Campeón) | Cuartofinalista  |
| 2017–18   | 1    | Ligat ha'Al | 8    | Cuartofinalista    | Octavos de final |
| 2018–19   | 1    | Ligat ha'Al | 5    | Cuartofinalista    | 1ª ronda         |
| 2019–20   | 1    | Ligat ha'Al | 6    | Cuartofinalista    | Semifinales      |

## Palmarés
- Copa Europea de la FIBA (1): 2020-21
- Liga Leumit (1): 2013
- Liga Artzit (1): 2011

## Jugadores destacados
| - Gil Amitay - Yuval Naimy - Moran Roth - Meir Tapiro - Bilal Benn - Gabe Blair - Warren Carter - Braxton Dupree - Tony Easley | - Gary Flowers - Anthony Goods - Tyler Honeycutt - Preston Knowles - Corey Lowe - Diamon Simpson - Craig Smith - Todd Sowell | - Cyrus Tate - Brian Tolbert - Mitchell Watt - Lamayn Wilson - Tal Karpels - Robby Bostain - Cory Carr - Tod Soll |